# Touch - Nos étreintes passées
Pour plus de détails, voir Fiche technique et Distribution.
Touch (Snerting) est un film islandais réalisé par Baltasar Kormákur et sorti en 2024.

## Synopsis
Kristófer, un chef cuisinier veuf, se remémore son passé notamment sa vie avec Miko qu'il a rencontré dans un restaurant japonais à Londres, il y a 50 ans, et où il a travaillé et où elle a disparu sans rien dire avec son père. Il décide donc de la retrouver et organise un voyage impromptu alors que la pandémie du COVID-19 débute. S'ensuit un voyage où les anciens souvenirs s'entremêlent. 

## Fiche technique
- Titre original : Snerting
- Titre français : Touch - Nos étreintes passées
- Réalisation : Baltasar Kormákur
- Scénario : Baltasar Kormákur, Olaf Olafsson d'après son roman
- Musique : Högni Egilsson (en)
- Société de production : RVK Studios (en), en partenariat avec Good Chaos[1]
- Société de distribution : Condor (France)
- Pays de production :  Islande
- Langue originale : anglais, japonais, islandais
- Format : couleur — 2,39:1
- Genre : drame, romance
- Durée : 121 minutes
- Dates de sortie :
  - Islande : 29 mai 2024
  - France : 11 juin 2025 (Festival du film de Cabourg) ; 30 juillet 2025 (sortie nationale)

## Distribution
- Egill Ólafsson (en) : Kristófer
- Kōki (en) : Miko jeune
- Palmi Kormákur : Kristófer jeune
- Masahiro Motoki : Takahashi-san, le propriétaire du restaurant à Londres et père de Miko
- Yoko Narahashi (en) : Miko
- Ruth Sheen : Mrs. Ellis
- Masatoshi Nakamura : Kutaragi-san
- Meg Kubota : Hitomi
- Akshay Khanna : Phillip
- Eugene Nomura (ja) : Akira, le fils biologique de Kristófer et Miko
- Benedikt Erlingsson : Dr Stefansson

## Accueil
Sur Allociné, le film reçoit une note moyenne de 3,3 pour 18 critiques de presse.
Pour Elle, « ce mélo sensible appuie avec délicatesse sur la corde de l'émotion. Une réussite » et pour L'Humanité « Touch (est) un long métrage touchant et juste dans toutes les thématiques qu'il explore ». Le Figaro trouve qu'« il y a quelque chose de profondément proustien dans ce film intimiste, émouvant et littéraire ». Pour Le Nouvel Obs « entre les lignes de ce mélo tout en retenue se cache une évocation déchirante des tragédies intimes consécutives à l'explosion nucléaire d’Hiroshima ». Pour Première « si le rythme s'emballe lors des révélations finales, Touch reste un voyage émouvant sur l'acceptation du temps qui passe. Plus qu'une histoire de retrouvailles, un film sur la grâce du souvenir et la beauté immarcescibles des gestes simples » et pour Télérama « en mêlant passé intime et passé historique, le film développe une atmosphère romanesque séduisante, bien servie par la mise en scène classique et généreuse de Baltasar Kormákur ».

## Distinctions

### Récompenses
- Festival international du film de Tromsø 2025 : prix du public[6]
- Festival du film de Cabourg 2025 : prix du public[7]